# رجوه الحسین
رجوه الحسین (متولد شده به نام رجوه آل سیف؛ زادهٔ ۲۸ آوریل ۱۹۹۴) 
مهندس معمار متولد عربستان سعودی و عضو خانواده سلطنتی اردن است. او با حسین، ولیعهد اردن، ازدواج کرده است.
او دارای مدرک لیسانس معماری از دانشگاه سیراکیوز آمریکا است .و در یکی از موسسه های طراحی مد لوس آنجلس مدرک AA(کاردانی هنر)دریافت کرده است.او در نقاشی نیز مهارت دارد و علاوه بر عربی به زبان های انگلیسی و فرانسوی تسلط دارد.مادر وی عضو خانواده السدیری از خاندان های سرشناس عربستان سعودی است، خانواده حصه سدیری مادر سلمان بن عبدالعزیز آل سعود و نیز همسر مرحومش.
پدر وی میلیارد سعودی خالد ال سیف مدیر عامل شرکت عربستانی گروه ال سیف است.

## نامزدی
در ۱۷ اوت ۲۰۲۲، دربار سلطنتی هاشمی در توییتر نامزدی السیف با حسین، ولیعهد اردن، پسر ارشد ملک عبدالله دوم و ملکه رانیا اردن را اعلام کرد. مراسم نامزدی در خانه پدر السیف در ریاض برگزار شد. شاهزاده حسن بن طلال، شاهزاده هاشم بن عبدالله، شاهزاده علی بن حسین، شاهزاده هاشم بن حسین، شاهزاده غازی بن محمد، شاهزاده راشد بن حسن و اعضای خاندان آل سیف در این مراسم حضور داشتند.